# Yes-R
 (février 2014).
Yes-R, de son vrai nom Yesser Roshdy, né le (2 novembre 1986 à Amsterdam aux Pays-Bas) est un rappeur et présentateur de télévision néerlandais.
Avant de se lancer en solo, il a fait partie de la formation hip-hop hollandais D-Men.

## Biographie
Yesser est né à Amsterdam d'un père égyptien et d'une mère marocaine . Inspiré par son cousin rappeur Ali B, Il commence le rap à l’âge de 13 ans, puis l’année suivante, participe à un concours de jeunes talents où il remporte directement la 2e place ; ainsi, c’est grâce à ce concours qu’il a été repéré et a participé dans quelques spots publicitaires.
En 2004, il remporte les Grots Prijs von Nederland (équivalent néerlandais des « Victoires de la Musique » et grâce à cette victoire connaîtra un large public.
Quelques années plus tard, il sort trois albums à la suite Mijn Pad, Zakenman et «Zakenman II dans lequel figure le single Uit Elkaar qui sera un véritable tube aux Pays-Bas se classant 18e et atteint son plus haut pic.

## Carrière d'acteur
En 2006, Yes-R a fait ses débuts en tant qu'acteur de la télévision dans le rôle d'Omar dans le film  'n Beetje Verliefd réalisé par Martin Koolhoven. Le film a eu sa première apparition le 14 décembre 2006. En 2009, Yes-R a un rôle voix off dans le film d'animation Sunshine Barr. En 2009, il a pris le rôle d'un rappeur turc dans le film Gangsterboys. Le film est sorti le 18 février 2010.

## Discographie
Albums
- 2005 : Mijn Pad
- 2007 : Zakenman
- 2008 : Zakenman II
- 2011 : Mode

Singles
- 2005 : Mijn Pad
- 2007 : Zakenman
- 2008 : Zakenman II
- 2011 : Fashion

Mixtapes
- 2009 : Mixtape Dierentuin

Singles
- 2005 : Leipe mocro flavour
- 2005 : Stel je voor
- 2005 : Kan me niet meer schelen
- 2005 : Fissa
- 2005 : Mijn pad
- 2006 : Ghetto (Remix) feat. Akon et Ali B
- 2006 : Rampeneren
- 2006 : Mammie
- 2006 : 'n Beetje verliefd
- 2007 : Hey schatje!
- 2007 : Groupie love
- 2007 : Uit elkaar
- 2008 : Bij je zijn
- 2008 : Vecht mee
- 2009 : Me boy
- 2010 : Gangsterboys
- 2011 : Rosamunde 2011
- 2011 : Als ik van jou was
- 2012 : Good Girls Gone Bad
- 2013 : Bubbels
- 2014 : Verleden Tijd
- 2014 : Onbereikbaar
- 2015 : Hallo
- 2015 : That's life
- 2016 : Ready for ya
- 2016 : Verder
- 2017 : Eigen ding
- 2017 : Diep In De Nacht
- 2017 : Tot Ik Crash feat. Ismo